# Saint-Étienne-sous-Barbuise
Saint-Étienne-sous-Barbuise és un municipi francès situat al departament de l'Aube i a la regió del Gran Est. L'any 2007 tenia 132 habitants.

## Demografia

### Població
El 2007 la població de fet de Saint-Étienne-sous-Barbuise era de 132 persones. Hi havia 56 famílies de les quals 16 eren unipersonals (16 dones vivint soles i 16 dones vivint soles), 20 parelles sense fills i 20 parelles amb fills.
La població ha evolucionat segons el següent gràfic:
Habitants censats

### Habitatges
El 2007 hi havia 60 habitatges, 57 eren l'habitatge principal de la família, 2 eren segones residències i 2 estaven desocupats. 59 eren cases i 1 era un apartament. Dels 57 habitatges principals, 47 estaven ocupats pels seus propietaris, 9 estaven llogats i ocupats pels llogaters i 1 estava cedit a títol gratuït; 1 tenia una cambra, 2 en tenien dues, 6 en tenien tres, 14 en tenien quatre i 34 en tenien cinc o més. 41 habitatges disposaven pel capbaix d'una plaça de pàrquing. A 22 habitatges hi havia un automòbil i a 32 n'hi havia dos o més.

### Piràmide de població
La piràmide de població per edats i sexe el 2009 era:
| Homes | Edats   | Dones |
| ----- | ------- | ----- |
| 4     | 95 o +  | 0     |
| 0     | 90 a 94 | 0     |
| 0     | 85 a 89 | 0     |
| 0     | 80 a 84 | 0     |
| 4     | 75 a 79 | 0     |
| 8     | 70 a 74 | 8     |
| 0     | 65 a 69 | 12    |
| 4     | 60 a 64 | 0     |
| 0     | 55 a 59 | 0     |
| 0     | 50 a 54 | 4     |
| 8     | 45 a 49 | 4     |
| 0     | 40 a 44 | 0     |
| 12    | 35 a 39 | 12    |
| 4     | 30 a 34 | 4     |
| 0     | 25 a 29 | 4     |
| 4     | 20 a 24 | 0     |
| 4     | 15 a 19 | 4     |
| 4     | 10 a 14 | 0     |
| 4     | 5 a 9   | 4     |
| 8     | 0 a 4   | 0     |

## Economia
El 2007 la població en edat de treballar era de 81 persones, 63 eren actives i 18 eren inactives. De les 63 persones actives 58 estaven ocupades (33 homes i 25 dones) i 6 estaven aturades (1 home i 5 dones). De les 18 persones inactives 5 estaven jubilades, 7 estaven estudiant i 6 estaven classificades com a «altres inactius».

### Ingressos
El 2009 a Saint-Étienne-sous-Barbuise hi havia 59 unitats fiscals que integraven 144 persones, la mediana anual d'ingressos fiscals per persona era de 19.042 €.

### Activitats econòmiques
Els 2 establiments que hi havia el 2007 eren d'empreses de comerç i reparació d'automòbils.
L'únic servei als particulars que hi havia el 2009 era un taller de reparació d'automòbils i de material agrícola.
L'any 2000 a Saint-Étienne-sous-Barbuise hi havia 8 explotacions agrícoles.

## Poblacions més properes
El següent diagrama mostra les poblacions més properes.